# Scharnderberggroeve

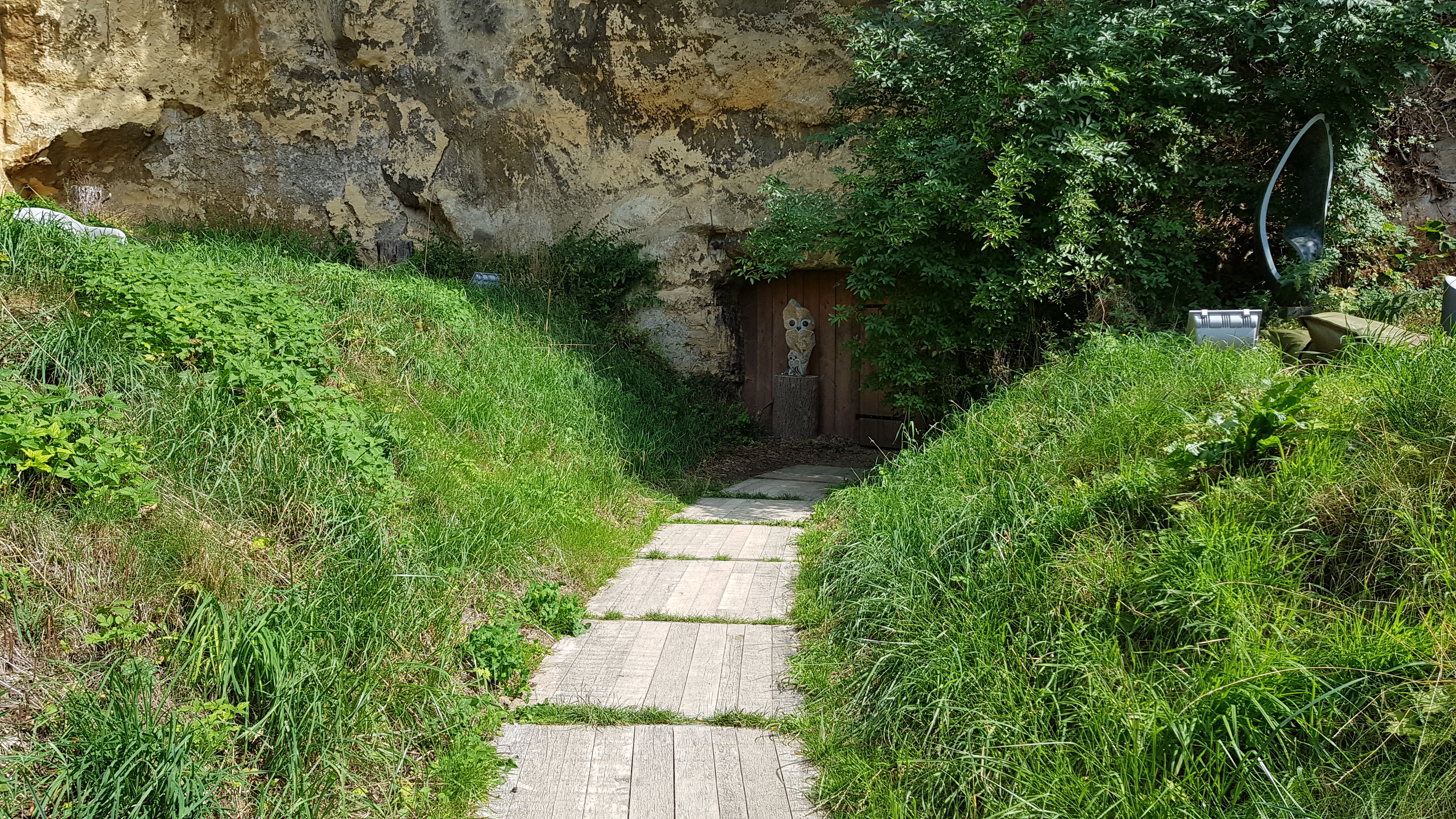
Naar de westelijke ingang van Scharnderberggroeve

De Scharnderberggroeve, Scharnderberg-groeve of Groeve voogdijgesticht is een Limburgse mergelgroeve bij Cadier en Keer in de Nederlandse gemeente Eijsden-Margraten. De ondergrondse groeve ligt op het landgoed Heerdeberg in buurtschap Berg ten zuidwesten van de Rijksweg (N278).
Naar het oosten ligt aan de overzijde van de Rijksweg de Bakkersboschgroeve. Naar het zuidwesten liggen de Oude Groeve Sint-Joseph, Nieuwe Groeve Sint-Joseph en Heerderberggroeve.
De groeve ligt aan de westelijke rand van het Plateau van Margraten in de overgang naar het Maasdal. Ter plaatse duikt het plateau een aantal meter steil naar beneden.
De groeve wordt bewoond door vleermuizen.

## Geschiedenis
In het begin van de twintigste eeuw werd de groeve onder andere door blokbrekers gebruikt voor de ontginning van kalksteenblokken voor de bouw van Huize Sint-Jozef.
In 2016 verkreeg men na inspecties en controles een vergunning voor intensief gebruik van de groeve (via de westelijke ingang) en wordt de groeve gebruikt voor bruiloften.

## Groeve
De Scharnderberggroeve is 200 meter breed en 500 meter diep. Het middendeel van de groeve is ingestort. De groeve heeft drie ingangen.
Het gedeelte van de groeve achter de boerderij is afgegraven om ruimte te creëren voor de boerderij, waardoor achter de boerderij een mergelwand ontstond.
De groeve staat onder beheer van de Stichting ir. D.C. van Schaïk.
In de groeve werd de Kalksteen van Nekum gewonnen.

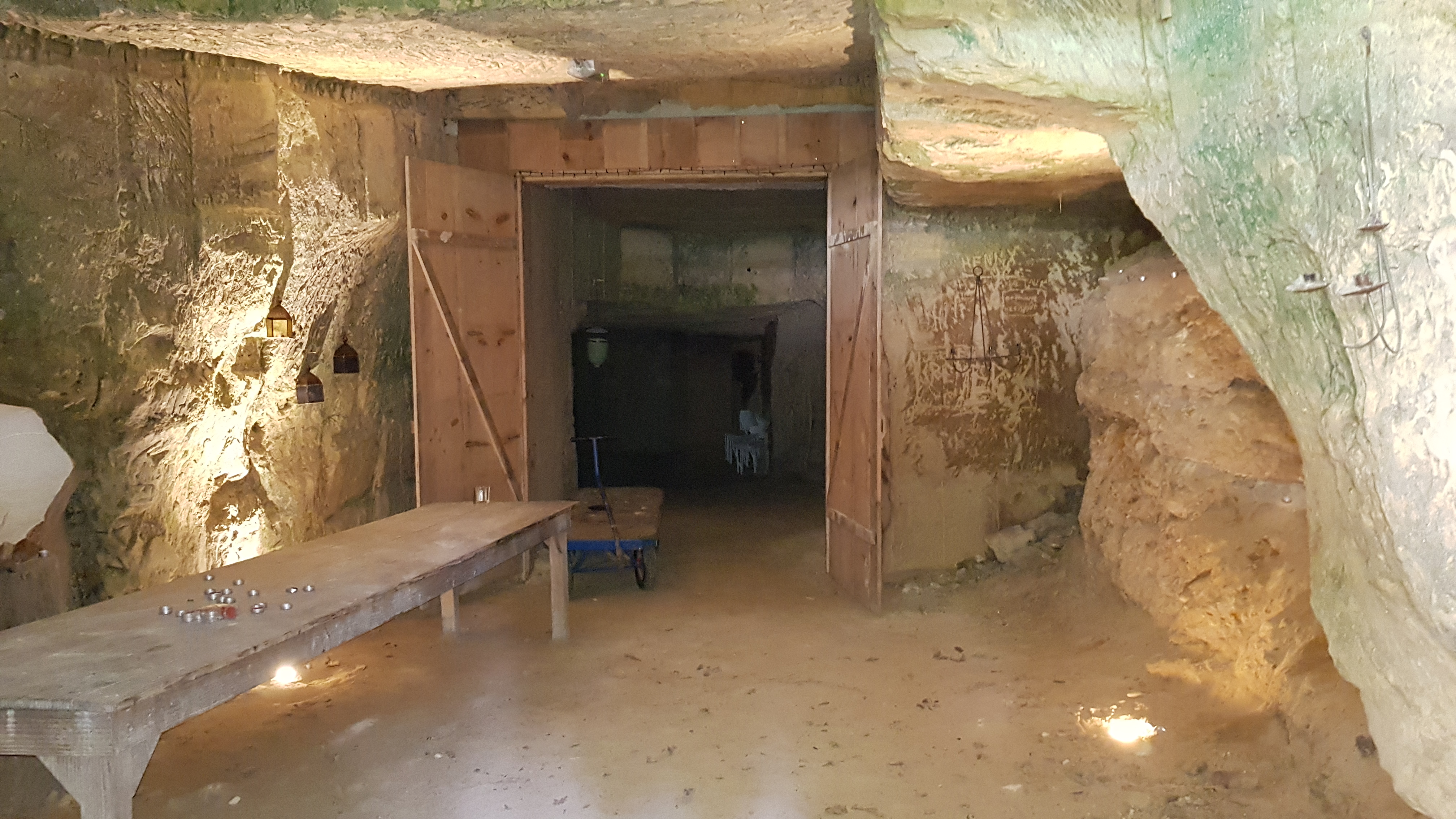
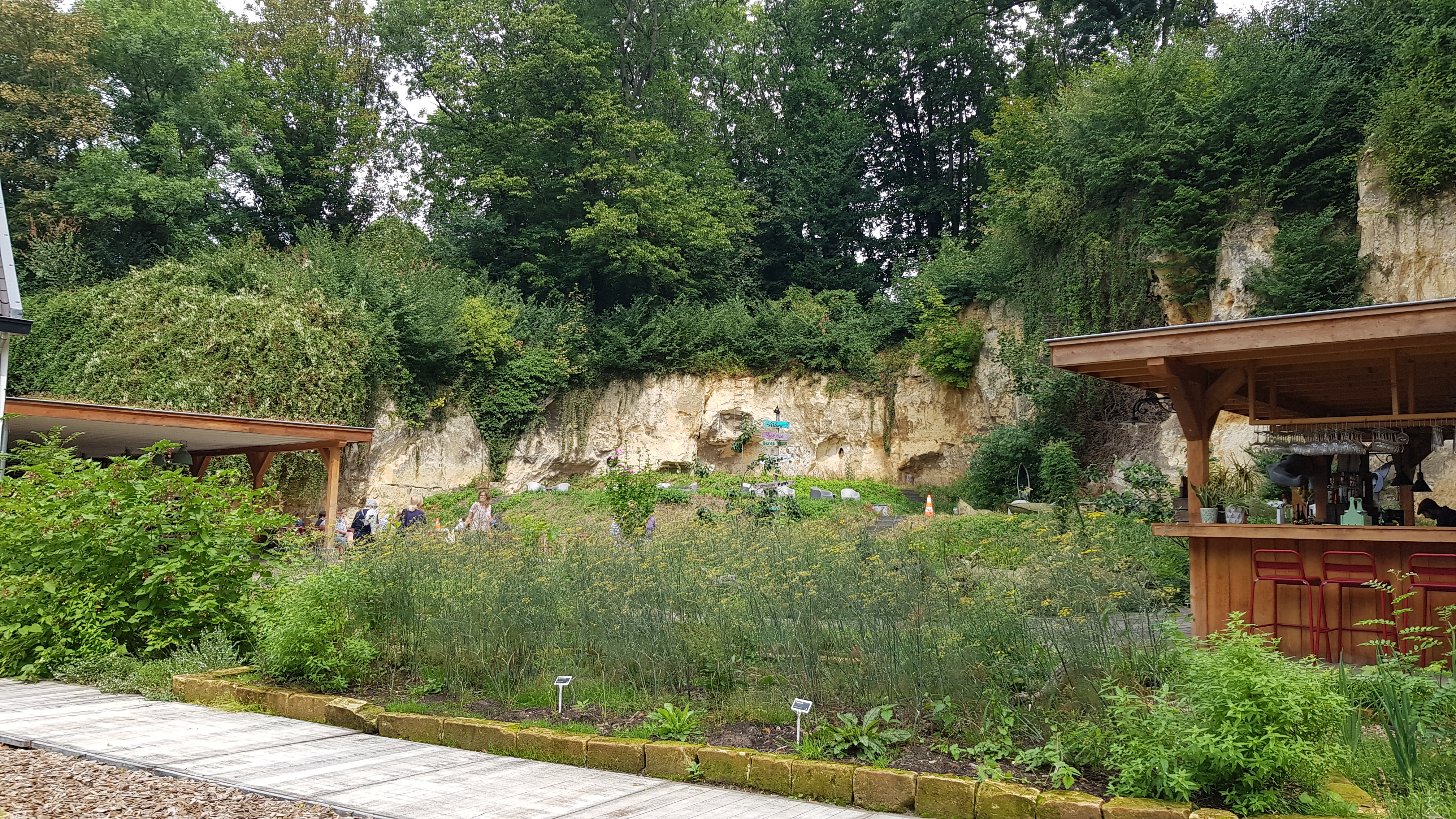
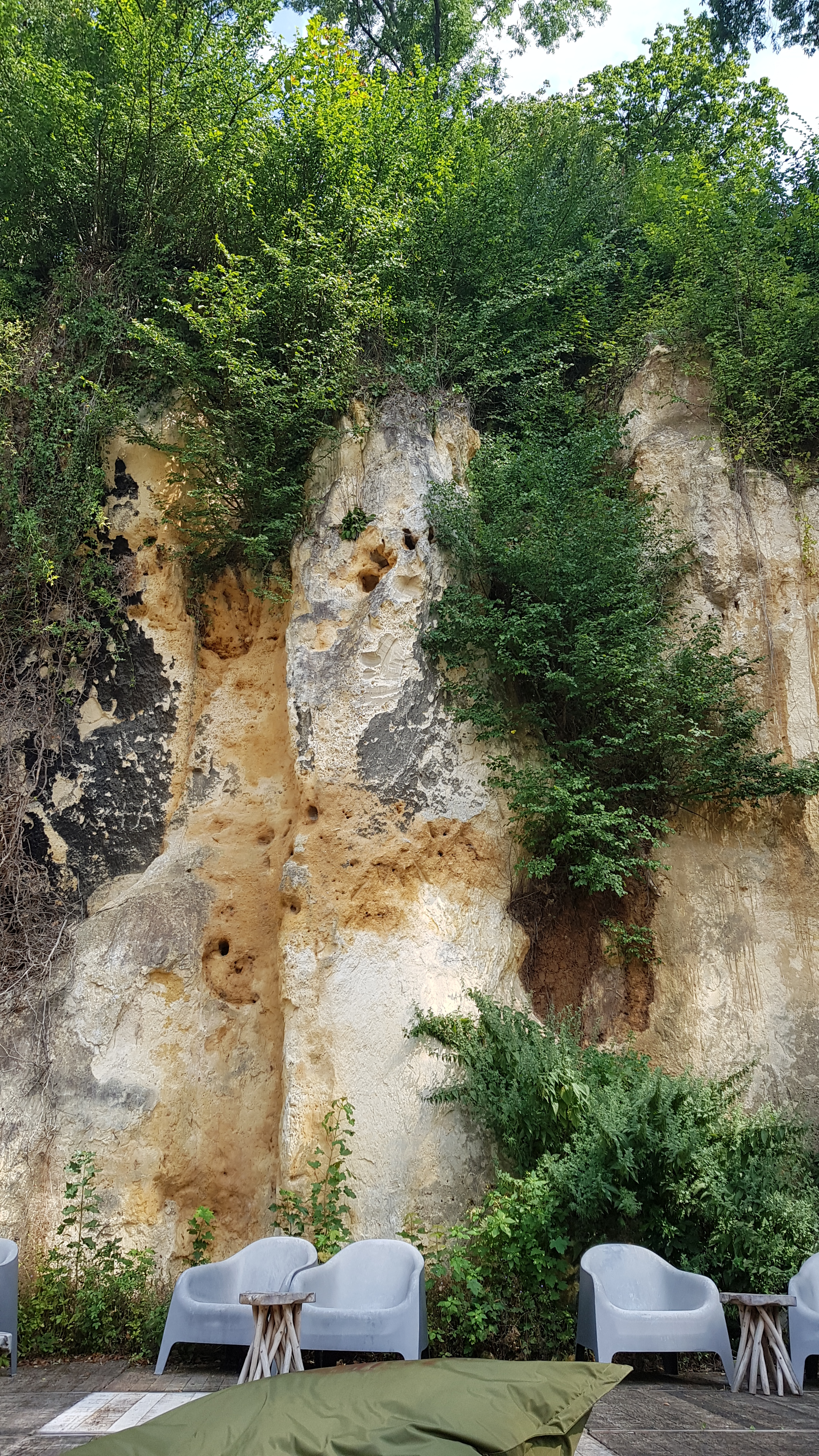
geologische orgelpijp